# 무지개 제초제

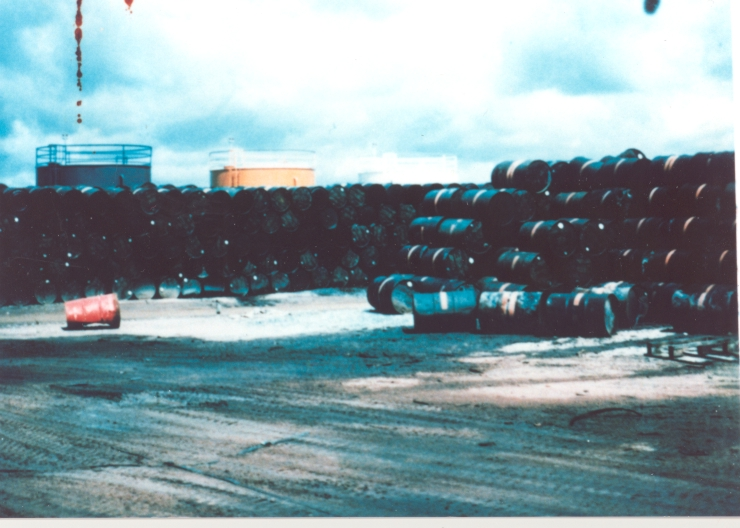
에이전트 오렌지를 담은 55 갤론 (200 L) 드럼

무지개 제초제(Rainbow Herbicides)는 베트남 전쟁 기간 미군이 동남아시아에서 사용한 화학 약품군의 이름이다.

## 개요
1961년 남 베트남에서 실시한 《AGILE 프로젝트》의 현장 테스트의 성공으로 정식 제초 프로그램인 《먼지 길》(Trail Dust, 1961 - 1971)을 시행하기에 이르렀다. 제초 살포는 화학 약품 살포의 형태로, 그 목적은 농업 식량 생산 기반과 은닉을 제공하는 정글 단위의 생태계를 파괴하는 것이었다.
동남아시아에서 그들의 목적을 위해 다년간 사용한 약품은 다음과 같다.
- 에이전트 핑크 (60% - 40% n-부틸: 2,4,5-T의 이소부틸 에스테르) 1961, 1965년 사용
- 에이전트 그린 (n-부틸 에스테르 2,4,5-T) 사용 시기 불명, 핑크와 함께 사용되었다고 추정
- 에이전트 퍼플 (50% n-부틸 에스테르 2,4-D, 30% n-부틸 에스테르 2,4,5-T, 20% 이소부틸 에스테르 2,4,5-T) 1962 - 1965년 사용
- 에이전트 블루 (카코딜산과 카코딜산 염) 1962 - 1971년 사용 (가루, 수용액)
- 에이전트 화이트 (산 무게 기반:2,4-D의 21.2% tri-iso프로파놀라민 염 of 그리고 5.7% 피클로램) 1966 - 1971년 사용
- 에이전트 오렌지 (50% n-부틸 에스테르 2,4-D 그리고 50% n-부틸 에스테르 2,4,5-T) 1965 - 1970년 사용
- 에이전트 오렌지2 (50% 부틸 에스테르 2,4-D 그리고 50% 이소옥틸 에스테르 2,4,5-T) 1968년 이후

베트남, 라오스, 캄보디아에서 실험하고, 사용해 온 것과 별도로 미군은 미국과 캐나다, 한국, 푸에르토리코, 인도, 태국에서 1940년에서 1960년대에 걸쳐 무지개 제초제와 다른 많은 화학 고엽제와 제초제를 실험했다.

## 같이 보기
- 고엽제
- 랜치 핸드 작전
- 미군 생화학 무기 연구소